# Константа на Хъбъл
H0 е константата на Хъбъл (в (km/s)/Mpc), участваща в Закона на Хъбъл.
Показва скоростта на разширение на Вселената, измерва се всяка година.
Най-точното измерване на константата на Хъбъл е от 2003 г., когато с помощта на спътника WMAP е установено, че стойността ѝ е 71±4 (km/s)/Mpc.
За 2009 г. H0 е 70,8 ± 3,2 (km/s)/Mpc.

## Статии
- Ю.Н.Ефремов, Постоянная Хаббла